# Rashikunai
„Rashikunai” (jap. らしくない) – dziesiąty singel japońskiego zespołu NMB48, wydany w Japonii 5 listopada 2014 roku przez laugh out loud records.
Singel został wydany w czterech edycjach: trzech regularnych (Type A, Type B, Type C) oraz „teatralnej” (CD). Osiągnął 1 pozycję w rankingu Oricon i pozostał na liście przez 21 tygodni, sprzedał się w nakładzie 499 659 egzemplarzy. Singel zdobył status podwójnej platynowej płyty.

## Lista utworów
Wszystkie utwory zostały napisane przez Yasushiego Akimoto.

### Type A
| CD | CD                                                          | CD               | CD                   | CD      |
| Nr | Tytuł utworu                                                | Kompozycja       | Aranżacja            | Długość |
| -- | ----------------------------------------------------------- | ---------------- | -------------------- | ------- |
| 1. | „Rashikunai” (jap. らしくない)                              | Toshinari Ōnishi | Yūichi "Masa" Nonaka | 4:07    |
| 2. | „Tomodachi” (jap. 友達) (wyk. Nana Yamada, Sayaka Yamamoto) | Shinya Tada      | Takashi Shimada      | 5:04    |
| 3. | „Kyūsen kyōtei” (jap. 休戦協定) (wyk. Team N)               | you-me           | you-me               | 4:52    |
| 4. | „Rashikunai” (jap. らしくない) (off vocal ver.)             | Toshinari Ōnishi | Yūichi "Masa" Nonaka | 4:07    |
| 5. | „Tomodachi” (jap. 友達) (off vocal ver.)                    | Shinya Tada      | Takashi Shimada      | 5:04    |
| 6. | „Kyūsen kyōtei” (jap. 休戦協定) (off vocal ver.)            | you-me           | you-me               | 4:52    |

| DVD | DVD                                                                                      | DVD     |
| Nr  | Tytuł utworu                                                                             | Długość |
| --- | ---------------------------------------------------------------------------------------- | ------- |
| 1.  | „Rashikunai” (jap. らしくない) (Music Video)                                             |         |
| 2.  | „Rashikunai” (jap. らしくない) (Music Video Dancing Version)                             |         |
| 3.  | „Kyūsen kyōtei” (jap. 休戦協定) (Music Video)                                            |         |
| 4.  | „Tokuten eizō: Kotani Riho dokuen-kai <sōshūhen>” (jap. 特典映像 小谷里歩独演会<総集編>) |         |

### Type B
| CD | CD                                                              | CD               | CD                   | CD      |
| Nr | Tytuł utworu                                                    | Kompozycja       | Aranżacja            | Długość |
| -- | --------------------------------------------------------------- | ---------------- | -------------------- | ------- |
| 1. | „Rashikunai” (jap. らしくない)                                  | Toshinari Ōnishi | Yūichi "Masa" Nonaka | 4:07    |
| 2. | „Tomodachi” (jap. 友達) (wyk. Nana Yamada, Sayaka Yamamoto)     | Shinya Tada      | Takashi Shimada      | 5:04    |
| 3. | „Migi ni shiteru Ring” (jap. 右にしてるリング) (wyk. Team M)    | Tōru Irie        | Makoto Wakatabe      | 4:00    |
| 4. | „Rashikunai” (jap. らしくない) (off vocal ver.)                 | Toshinari Ōnishi | Yūichi "Masa" Nonaka | 4:07    |
| 5. | „Tomodachi” (jap. 友達) (off vocal ver.)                        | Shinya Tada      | Takashi Shimada      | 5:04    |
| 6. | „Migi ni shiteru Ring” (jap. 右にしてるリング) (off vocal ver.) | Tōru Irie        | Makoto Wakatabe      | 4:00    |

| DVD | DVD | DVD     |
| Nr  | Tytuł utworu | Długość |
| --- | --- | ------- |
| 1.  | „Rashikunai” (jap. らしくない) (Music Video) |         |
| 2.  | „Rashikunai” (jap. らしくない) (Music Video Dancing Version) |         |
| 3.  | „Migi ni shiteru Ring” (jap. 右にしてるリング) (Music Video) |         |
| 4.  | „Tokuten eizō: Hajimete no burari 2-ri tabi <Akashi Natsuko/Yamao Rina-hen> / Hajimete no burari 1-ri tabi <Sudō Ririka-hen>” (jap. 特典映像 はじめてのぶらり2人旅<明石奈津子/山尾梨奈 編>・はじめてのぶらり1人旅<須藤凜々花 編>) |         |

### Type C
| CD | CD                                                                             | CD               | CD                   | CD      |
| Nr | Tytuł utworu                                                                   | Kompozycja       | Aranżacja            | Długość |
| -- | ------------------------------------------------------------------------------ | ---------------- | -------------------- | ------- |
| 1. | „Rashikunai” (jap. らしくない)                                                 | Toshinari Ōnishi | Yūichi "Masa" Nonaka | 4:07    |
| 2. | „Tomodachi” (jap. 友達) (wyk. Nana Yamada, Sayaka Yamamoto)                    | Shinya Tada      | Takashi Shimada      | 5:04    |
| 3. | „Star ni nante naritakunai” (jap. スターになんてなりたくない) (wyk. Team BII)  | Shinji Tamura    | Hiroshi Sasaki       | 4:26    |
| 4. | „Rashikunai” (jap. らしくない) (off vocal ver.)                                | Toshinari Ōnishi | Yūichi "Masa" Nonaka | 4:07    |
| 5. | „Tomodachi” (jap. 友達) (off vocal ver.)                                       | Shinya Tada      | Takashi Shimada      | 5:04    |
| 6. | „Star ni nante naritakunai” (jap. スターになんてなりたくない) (off vocal ver.) | Shinji Tamura    | Hiroshi Sasaki       | 4:26    |

| DVD | DVD                                                                                                   | DVD     |
| Nr  | Tytuł utworu                                                                                          | Długość |
| --- | --- | ------- |
| 1.  | „Rashikunai” (jap. らしくない) (Music Video)                                                          |         |
| 2.  | „Rashikunai” (jap. らしくない) (Music Video Dancing Version)                                          |         |
| 3.  | „Star ni nante naritakunai” (jap. スターになんてなりたくない) (Music Video)                           |         |
| 4.  | „Tokuten eizō: NMB48 feat. Yoshimoto Shinkigeki Vol. 10” (jap. 特典映像 NMB48 feat.吉本新喜劇 Vol.10) |         |

### Wer. teatralna
| CD | CD                                                           | CD               | CD                   | CD      |
| Nr | Tytuł utworu                                                 | Kompozycja       | Aranżacja            | Długość |
| -- | ------------------------------------------------------------ | ---------------- | -------------------- | ------- |
| 1. | „Rashikunai” (jap. らしくない)                               | Toshinari Ōnishi | Yūichi "Masa" Nonaka | 4:07    |
| 2. | „Tomodachi” (jap. 友達) (wyk. Nana Yamada, Sayaka Yamamoto)  | Shinya Tada      | Takashi Shimada      | 5:04    |
| 3. | „Asphalt no namida” (jap. アスファルトの涙)                  | Kentarō Suzuki   | Yūsuke Itagaki       | 3:42    |
| 4. | „Rashikunai” (jap. らしくない) (off vocal ver.)              | Toshinari Ōnishi | Yūichi "Masa" Nonaka | 4:07    |
| 5. | „Tomodachi” (jap. 友達) (off vocal ver.)                     | Shinya Tada      | Takashi Shimada      | 5:04    |
| 6. | „Asphalt no namida” (jap. アスファルトの涙) (off vocal ver.) | Kentarō Suzuki   | Yūsuke Itagaki       | 3:42    |

## Skład zespołu
| „Rashikunai” |
| --- |
| - NMB48 Team N: Yūka Katō, Kei Jōnishi, Aika Nishimura, Akari Yoshida - NMB48 Team N / AKB48 Team K: Sayaka Yamamoto - NMB48 Team N / AKB48 Team B: Yuki Kashiwagi - NMB48 Team N / AKB48 Team 4: Riho Kotani - NMB48 Team M: Momoka Kinoshita, Rina Kushiro, Miru Shiroma (środek), Airi Tanigawa, Reina Fujie, Sae Murase - NMB48 Team M / AKB48 Team A: Fūko Yagura (środek) - NMB48 Team M / SKE48 Team KII: Nana Yamada - NMB48 Team BII: Miori Ichikawa, Ayaka Umeda, Kanako Kadowaki, Shū Yabushita - NMB48 Team BII / AKB48 Team 4: Nagisa Shibuya - NMB48 Team BII / SKE48 Team S: Miyuki Watanabe - NMB48 Team BII / SKE48 Team KII: Akane Takayanagi |

| „Kyūsen kyōtei” |
| --- |
| - NMB48 Team N: Yūri Ōta, Yūka Katō, Rika Kishino, Saki Kono, Narumi Koga, Kei Jōnishi, Ririka Sutō, Aika Nishimura, Kanako Muro, Tsubasa Yamauchi, Natsumi Yamagishi, Yūki Yamaguchi, Akari Yoshida - NMB48 Team N / AKB48 Team K: Sayaka Yamamoto (środek) - NMB48 Team N / AKB48 Team B: Yuki Kashiwagi (środek) - NMB48 Team N / AKB48 Team 4: Riho Kotani - NMB48 Team N / HKT48 Team KIV: Anna Murashige |

| „Migi ni shiteru Ring” |
| --- |
| - NMB48 Team M: Yuki Azuma, Akari Ishizuka, Ayaka Okita, Rena Kawakami, Momoka Kinoshita, Rina Kushiro, Rina Kondō, Miru Shiroma, Yui Takano, Sara Takei, Airi Tanigawa, Reina Fujie, Arisa Miura, Mao Mita, Ayaka Murakami, Sae Murase - NMB48 Team M / AKB48 Team A: Fūko Yagura (środek) - NMB48 Team M / SKE48 Team KII: Nana Yamada |

| „Star ni nante naritakunai” |
| --- |
| - NMB48 Team BII: Anna Ijiri, Kanae Iso, Miori Ichikawa, Mirei Ueda, Ayaka Umeda, Kanako Kadowaki, Emika Kamieda, Chihiro Kawakami, Haruna Kinoshita, Konomi Kusaka, Hazuki Kurokawa, Kokoro Naiki, Momoka Hayashi, Shū Yabushita - NMB48 Team BII / AKB48 Team 4: Nagisa Shibuya - NMB48 Team BII / SKE48 Team S: Miyuki Watanabe (środek) - NMB48 Team BII / SKE48 Team KII: Akane Takayanagi |

| „Asphalt no namida” |
| --- |
| - Kenkyūsei: Akashi Natsuko, Yūmi Ishida, Mizuki Uno, Mai Odan, Eriko Jō (środek), Honoka Terui, Reina Nakano, Rurina Nishizawa, Chiho Matsuoka, Megumi Matsumura, Ayaka Morita, Rina Yamao |

## Notowania
| Lista                             | Pozycja |
| --------------------------------- | ------- |
| Oricon Weekly Singles Chart       | 1       |
| Oricon Yearly Singles Chart       | 16      |
| Billboard Japan Hot 100           | 2       |
| Billboard Japan Top Singles Sales | 1       |